# Les Béatitudes
Les Béatitudes (Les Benaurances) és un oratori en francès per solistes, cor i orquestra, compost per César Franck entre 1867 i 1879. El text de Joséphine Colomb és una reflexió poètica sobre les vuit benaurances de Jesús, a l'Evangeli de Sant Mateu. Va ser estrenat, en forma reduïda, el 20 de febrer de 1879, en un concert privat a la casa de Franck a París. L'oratori complet no es va realitzar fins després de la mort de Franck, el 19 de març de 1893 a Colonne.
L'obra, de gairebé dues hores, és una de les més grans composicions de Franck. Finalitzat totalment el de 10 juliol de 1879, la composició de l'oratori de Les Béatitudes són una part important de la vida creativa de Franck. S'estén per més d'una dècada: el primer i el segon de 1869, el quart està escrit totalment l'any 1870, 1871 va veure el naixement de la tercera, i una primera versió de la cinquena i la sisena es va completar el 16 d'agost.

## Parts
Està compost per a orquestra, cor, vuit solistes (soprano, mezzosoprano, contralt, 2 tenors, baríton i 2 contrabaixos).
Es divideix en un pròleg i vuit parts:
- Pròleg
- I. Bienheureux les pauvres d'esprit (Feliços els pobres d'esperit)
- II. Bienheureux ceux qui sont doux (Feliços els humils)
- III. Bienheureux ceux qui pleurent (Feliços els qui ploren)
- IV. Bienheureux ceux qui ont faim et soif de la justice (Feliços els qui tenen fam i set de justícia)
- V. Heureux les miséricordieux (Feliços els compassius)
- VI. Bienheureux ceux qui ont le cœur pur (Benaurats els purs de cor)
- VII. Bienheureux les pacifiques (Feliços els pacificadors)
- VIII. Bienheureux ceux qui souffrent persécution pour la justice (Feliços els perseguits per causa de la justícia)

## Enregistraments
- Helmuth Rilling dirigint la SWR Stuttgart Radio Symphony Orchestra, amb Gilles Cachemaille, John Cheek, Keith Lewis
- Rafael Kubelik dirigint la Symphonieorchester des Bayerischen Rundfunks, amb Jessye Norman, Brigitte Fassbaender, René Kollo, Dietrich Fischer-Dieskau
- Armin Jordan dirigint la Nouvel Orchestre Philharmonique and Chœurs de Radio France, amb Louise Lebrun, Jane Berbié, Nathalie Stutzmann, et al.